# کاسال لیتا
کاسال لیتا (به ایتالیایی: Casale Litta) یک کومونه در ایتالیا است که در استان وارزه واقع شده‌است.

## خصوصیات
کاسال لیتا ۱۰٫۷ کیلومترمربع مساحت و ۲٬۴۱۳ نفر جمعیت دارد و ۳۸۲ متر بالاتر از سطح دریا واقع شده‌است.